# متشنكوفيليات
المتشنكوفيليات (الاسم العلمي: Metchnikovellida) هي رتبة من طائفة البويغيات المتشنكوفيلية.

## التصنيف
- المتشنكوفيلية
  - المتشنكوفيلا